# Ruta Provincial 173 (Mendoza)
La Ruta Provincial 173 es una carretera turística argentina de 76 km de longitud, ubicada en el Departamento San Rafael de la Provincia de Mendoza y se extiende desde la Ruta Provincial 180 en El Nihuil hasta la Ruta Nacional 143 en Rama Caída.

## Localidades
Las ciudades y localidades por las que pasa esta ruta de noroeste a sudeste son las siguientes (los cascos de población con menos de 5000 habitantes figuran en itálica).

### Provincia de Mendoza
Recorrido: 76 km (km 0 a 76).
- Departamento San Rafael: El Nihuil y Rama Caída.